# Cabo Armitage

O cabo Armitage  é um cabo que forma a extremidade sul da Península Hut Point e o ponto mais ao sul na Ilha de Ross, na Antártida Oriental. Descoberto pela Expedição "Discovery", 1901–04, sob o comando de Scott, foi nomeada por ele em homenagem ao Tenente (mais tarde Capitão) Albert B. Armitage, o segundo no comando e navegador no Discovery.
 Este artigo incorpora material em domínio público  de United States Geological Survey   , documento "Cabo Armitage" (conteúdo do Geographic Names Information System).